# 劳镇
劳镇（Rau），是印度中央邦印多尔县的一个城镇。总人口20845（2001年）。

## 人口
该地2001年总人口20845人，其中男性10658人，女性10187人；0—6岁人口3265人，其中男1687人，女1578人；识字率63.14%，其中男性为71.69%，女性为54.20%。